# Coral Springs
Coral Springs ist eine Stadt im Broward County im US-Bundesstaat Florida. Das U.S. Census Bureau hat bei der Volkszählung 2020 eine Einwohnerzahl von 134.394 ermittelt.

## Geographie
Coral Springs befindet sich etwa 15 km nordwestlich von Fort Lauderdale und 45 km nördlich von Miami. Umliegende Kommunen sind Parkland, Coconut Creek, Margate, North Lauderdale und Tamarac. Im Westen grenzt die Stadt an die Everglades.

## Geschichte
Vor der Gründung der Stadt im Jahr 1963 bestand das heutige Stadtgebiet aus weitläufiger, sumpfiger Wildnis im westlichen Broward County. Das Land wurde von seinem Eigentümer Henry „Bud“ Lyons nach und nach trockengelegt und zum Bohnenanbau genutzt. Nach dessen Tod begannen seine Kinder damit, Viehwirtschaft zu betreiben und setzten die Trockenlegung fort, die durch ein weitverzweigtes Kanalsystem im Süden Floridas unterstützt wurde.
Nach dem Zweiten Weltkrieg erlebte der Süden Floridas einen gewaltigen Immobilienboom. In den späten 1950er Jahren wurde das Land im östlichen Broward County um Fort Lauderdale knapp. Immobilienfirmen suchten nach zusätzlich erschließbarem Land weiter westlich. Obwohl das Gebiet des jetzigen Coral Spring noch recht sumpfig war, passte es genau zu der Vision des Immobilienmaklers James Hunt von einer auf dem Reißbrett geplanten Stadt. Seine Firma Coral Ridge Properties kaufte für 1 Mio. $ 16 km² Land und baute dort drei hölzerne Hütten, in die vier Mitarbeiter einzogen. Damit waren im Staat Florida die Voraussetzungen erfüllt, offiziell als Gemeinde eingetragen zu werden. Die Registrierung erfolgte am 10. Juli 1963.
Im Jahr 1964 wurde ein Projektplan für eine Stadt mit über 50.000 Einwohnern entwickelt, die aus kleinen nachbarschaftlichen Ansiedlungen (neighborhoods) im ganzen Stadtgebiet bestehen sollte. Bereits im Juli des Jahres konnten auf einer Verkaufsveranstaltung 536 Grundstücke in der geplanten Retortenstadt verkauft werden. Gleichzeitig wurde mit der Errichtung der Infrastruktur und öffentlicher Gebäude begonnen. In einer weiteren Verkaufsveranstaltung Anfang 1965 konnten weitere 1000 Grundstücke verkauft werden. Hunts Coral Ridge Properties stellte die Stadtverwaltung. Der von der Firma eingesetzte City Manager behielt sein Amt bis 1974. Im Juli 1965 kamen die ersten 'richtigen' Bewohner nach Coral Springs. Mit dem Polizeichef und seinem Assistenten nahmen im selben Monat die ersten Stadtangestellten ihren Dienst auf.
Zwei Jahre später hatte die Stadt einige hundert Einwohner, bis 1970 waren es nach offiziellen Angaben etwa 1500. Inzwischen gab es Schulen und die Freiwillige Feuerwehr Coral Springs. In den 1970er Jahren wuchs die Stadt in einem gewaltigen Tempo. 1980 lebten bereits 37.500 Menschen hier, weitere fünf Jahre später wurde die 50.000er Grenze überschritten. Das Gesamtvermögen in Coral Springs überschritt 1983 die 1 Mrd. $ Marke. Das Wachstum hielt an: bis 1990 wuchs die Einwohnerzahl auf 82.000. Im Jahr 2000 waren es 116.000 mit einem Gesamtvermögen von über 4,7 Mrd. $.

### Demographische Daten
Laut der Volkszählung 2010 verteilten sich die damaligen 121.096 Einwohner auf 45.433 Haushalte. Die Bevölkerungsdichte lag bei 1956,3 Einw./km². 69,2 % der Bevölkerung bezeichneten sich als Weiße, 17,9 % als Afroamerikaner, 0,2 % als Indianer und 5,1 % als Asian Americans. 4,3 % gaben die Angehörigkeit zu einer anderen Ethnie und 3,3 % zu mehreren Ethnien an. 23,5 % der Bevölkerung bestand aus Hispanics oder Latinos.
Im Jahr 2010 lebten in 43,7 % aller Haushalte Kinder unter 18 Jahren sowie 17,1 % aller Haushalte Personen mit mindestens 65 Jahren. 77,6 % der Haushalte waren Familienhaushalte (bestehend aus verheirateten Paaren mit oder ohne Nachkommen bzw. einem Elternteil mit Nachkomme). Die durchschnittliche Größe eines Haushalts lag bei 2,89 Personen und die durchschnittliche Familiengröße bei 3,25 Personen.
29,5 % der Bevölkerung waren jünger als 20 Jahre, 33,4 % waren 20 bis 39 Jahre alt, 32,0 % waren 40 bis 59 Jahre alt und 13,2 % waren mindestens 60 Jahre alt. Das mittlere Alter betrug 36,5 Jahre. 48,1 % der Bevölkerung waren männlich und 51,9 % weiblich.
Das durchschnittliche Jahreseinkommen lag bei 70.610 $, dabei lebten 8,1 % der Bevölkerung unter der Armutsgrenze.
Im Jahr 2000 war Englisch die Muttersprache von 74,64 % der Bevölkerung, spanisch sprachen 15,01 % und 10,34 % hatten eine andere Muttersprache.

## Schulen
- Coral Park Elementary School
- Coral Springs Elementary School
- Country Hills Elementary School
- Eagle Ridge Elementary School
- Forest Hills Elementary School
- Hunt, James S. Elementary School
- Maplewood Elementary School
- Park Springs Elementary School
- Parkside Elementary School
- Ramblewood Elementary School
- Riverside Elementary School
- Westchester Elementary School
- Coral Springs Middle School
- Forest Glen Middle School
- Ramblewood Middle School
- Sawgrass Springs Middle School
- Coral Glades High School
- Coral Springs High School
- Taravella, J.P. High School

## Kliniken
- Coral Springs Medical Center

## Religion
In Coral Springs gibt es derzeit 31 verschiedene Kirchen aus 15 verschiedenen Konfessionen. Unter den zu einer Konfession gehörenden Kirchen ist die Baptistengemeinde mit 8 Kirchen am stärksten vertreten. Es gibt 7 zu keiner Konfession gehörende Kirchen (Stand: 2004).

## Wirtschaft
Die größten Arbeitgeber waren 2018:
| Arbeitgeber                  | Arbeitnehmer |
| ---------------------------- | ------------ |
| Broward County School Board  | 2252         |
| First Data                   | 1617         |
| Publix                       | 1190         |
| Coral Springs Medical Center | 1152         |
| City of Coal Springs         | 860          |
| Walmart                      | 846          |
| Coral Springs Auto Mall      | 371          |
| Target                       | 307          |
| Macy’s                       | 250          |
| Sears                        | 233          |

## Verkehr
Coral Springs wird vom U.S. Highway 441 sowie den Florida State Roads 7, 814, 817 und 869 (Sawgrass Expressway, mautpflichtig) durchquert bzw. tangiert. Der nächste Flughafen ist der Fort Lauderdale-Hollywood International Airport.

## Kriminalität
Die Kriminalitätsrate lag im Jahr 2010 mit 171 Punkten (US-Durchschnitt: 266 Punkte) im niedrigen Bereich. Es gab einen Mord, acht Vergewaltigungen, 78 Raubüberfälle, 174 Körperverletzungen, 517 Einbrüche, 2192 Diebstähle, 175 Autodiebstähle und vier Brandstiftungen.

## Söhne und Töchter der Stadt
- Jackie Sandler (* 1974), Schauspielerin und Model
- Greg Cipes (* 1980), Schauspieler und Synchronsprecher
- Chad Gilbert (* 1981), Gitarrist, Produzent und Songwriter
- Todd Widom (* 1983), Tennisspieler
- Steve Gross (* 1985), Pokerspieler
- Walter Dix (* 1986), Sprinter
- Kelsey Wys (* 1991), Fußballtorhüterin
- Lexi Thompson (* 1995), Golferin
- Andrew Torgashev (* 2001), Eiskunstläufer